# Jacques Baguenard
Jacques Baguenard, né le 4 février 1945 à Champgenéteux (Mayenne) et décédé le 19 décembre 2014 à Brest, est un universitaire et écrivain français.
Juriste et politologue, il apporte son expertise à la fois au niveau local, en Bretagne, et à l'international, jusqu'en Afrique.

## Biographie
Il a suivi ses études à l’université Rennes-I et est venu à Brest à la suite de l’obtention de son DEA de droit public en 1968.
De 1974 à 2014, il est professeur de sciences politiques et de droit constitutionnel à l'Université de Bretagne occidentale à Brest et Quimper. Doyen de la faculté de droit, économie et gestion de 1981 à 1986, il réussit à faire construire un nouveau bâtiment digne de l’enseignement supérieur et fonde un département de géoarchitecture et le service des relations internationales de l'UBO. Il siège au Conseil national des universités (section « science politique ») de 1983 à 1988.
Missionnaire de renom, il est nommé expert européen en administration publique pour les pays de l'Europe centrale et orientale dans le cadre des programmes TACIS et PHARE. Il participe à de nombreuses missions visant à asseoir les bases constitutionnelles de pays en transition démocratique, renforcer l'Etat de droit et la décentralisation, notamment en Europe Centrale et en Afrique.
Dans les années 1980, il est vice-président du club de football Brest Armorique, chargé des affaires financières, durant l'ère de François Yvinec.
Dans les années 1990, il est directeur de l'École supérieure de commerce (ESC Bretagne) de Brest pendant sept ans et exerce pendant 4 ans le mandat de président des Directeurs des Ecoles Supérieures de Management. Il dirige pendant 8 ans les Centres Universitaires Régionaux d’Études Municipales (CUREM) qui préparent aux concours de commis, de rédacteur et d’attaché territorial dans le cadre du CNFPT. Il est cofondateur de l'IPAG qui prépare les étudiants aux concours de la catégorie A de la fonction publique.
En 2013, il analyse le mouvement de révolte des Bonnets rouges dans un ouvrage et prend part aux états généraux de Bretagne en mars 2014. 
Candidat aux élections municipales en mars 2014 sur la liste conduite par Bernadette Malgorn, il est élu conseiller municipal de Brest et siège dans les rangs de l'opposition municipale,.
Il décède à l'âge de 69 ans le 19 décembre 2014 des suites d'une maladie brutale et incurable. En son hommage, le prétoire de la faculté de droit de l'UBO porte son nom,.

## Écrits
Il a, en tant qu’universitaire, publié une quinzaine d’ouvrages visant à mieux analyser les particularismes de l'univers politique et la « pathologie » du pouvoir afin de faire comprendre les dysfonctionnements de la démocratie. Il avait pour projet de publier une quadrilogie sur la démocratie mais ne put écrire que les deux premiers volumes, parus aux éditions Dialogues.
- Le président de la Ve République (avec J. C. Maout et R. Muzellec), Armand Colin, 1970
- Le Parlement français et l'Alliance Atlantique (1949-1975), Université de Bretagne occidentale, 1976
- L'univers politique, Presses universitaires de France, 1978
- La décentralisation, Presses universitaires de France, 1980 (7e mise à jour en 2010)
- Les Hommes politiques n'ont pas d'enfant (avec Jean Maisondieu et Léon Métayer), Presses universitaires de France, 1983
- La France électorale, Presses universitaires de France, 1986
- Le Sénat, Presses universitaires de France , 1990
- La démocratie locale (avec Jean-Marie Becet), Presses universitaires de France, 1995
- L'État : une aventure incertaine, Ellipses, 1998
- La démocratie : une utopie courtisée, Ellipses, 1999
- Les drogués du pouvoir (préface de Bernard Thomas), Économica, 2006
- L'État : incontournable garde-fou, Ed. Dialogues, 2009
- Démocratie 1, Croyance(s) : inventaire avant travaux : credo, ego, sum..., Ed. Dialogues, 2013
- Démocratie 2, Pouvoir(s) : inventaire avant travaux : possum, ergo sum..., Ed. Dialogues, 2013
- Jacques Baguenard, Hervé Thouément, René Pérez et Erwann Charles (préf. Emmanuel Todd), L'automne des bonnets rouges : de la colère au renouveau, Brest, éditions Dialogues, décembre 2013, 220 p., 21 × 13,5 cm (ISBN 978-2-918135-91-3, présentation en ligne)

### Thèses
- J. Baguenard, La Société d'économie mixte d'études du Nord-Finistère (S.E.M.E.N.F.), 1972
- Jean-Jacques Urvoas (dir. J. Baguenard), Tableau électoral de la Bretagne occidentale (1973-1993), 1996